# Stephanie Brown
(Stephanie Brown)
Stephanie Brown è un personaggio dei fumetti creato nel 1992 da Chuck Dixon e Tom Lyle e pubblicato dalla DC Comics. Figlia del criminale Cluemaster, il personaggio nasce come vigilante dilettante Spoiler, che si assume la responsabilità di sventare i piani criminali di suo padre. Questo la porta ad entrare in contatto con Batman e i suoi alleati, a stringere una relazione con Tim Drake e a sostituire quest'ultimo come Robin. Successivamente, diventa la quarta Batgirl sotto la tutela di Barbara Gordon.

## Biografia del personaggio
Stephanie "Steph" Brown è figlia di Cluemaster, un criminale di basso rango di Gotham City, e dell'infermiera Crystal Brown. Suo padre trascorre gran parte della sua infanzia in prigione o latitante e, quando fa ritorno a Gotham, afferma di voler riabilitarsi. Stephanie scopre però che l'uomo intende tornare a darsi al crimine cambiando identità segreta, quindi decide di punirlo 

### Spoiler
Stephanie si realizza un costume e assume l'identità di "Spoiler": scopre i suoi piani e lascia indizi per la polizia e Batman, affinché possano fermarlo. Tim Drake (nei panni di Robin) rintraccia Spoiler e, dopo alcuni brevi confronti, i due fanno squadra per catturare Cluemaster. Inizialmente la ragazza vuole uccidere il genitore, ma Batman la convince a permettere che venga arrestato.
Stephanie inizia quindi a indossare il costume di Spoiler ogni qualvolta Cluemaster evade o pianifica un nuovo crimine. Si appassiona alla vita da supereroe e comincia a pattugliare regolarmente le strade per fermare altri crimini, entrando spesso in contatto con Robin. Inizialmente lui la considera una seccatura, ma, col tempo, sviluppa con lei una sincera amicizia. Tim realizza con il tempo di essere innamorato di Steph, quindi rompe con la sua ragazza Ariana Dzerchenko. Tuttavia, la loro relazione è ostacolata dal fatto che Robin non possa rivelare a Stephanie la sua vera identità, sebbene inizialmente a lei l'accordo vada bene.
Stephanie scopre di essere rimasta incinta da un ex ragazzo che era scappato da Gotham dopo il terremoto che ha devastato la città. Robin, sotto lo pseudonimo di Alvin Draper, l'accompagna a sedute di pre-parto e questo porta i due ad avvicinarsi ulteriormente. con l'assistenza di Robin, Steph partorisce e decide con difficoltà di dare in adozione il bambino per dargli la possibilità di avere una vita migliore.
Tempo dopo, Robin e Stephanie devono portare avanti una relazione a distanza in quanto Robin viene mandato in collegio. Robin fa amicizia con una ragazza di nome Star, ma una notte la segue dopo essersi insospettito per il suo comportamento, venendo affiancato da Stephanie. I due si trovano in mezzo a una riunione tra bande che sfocia in una violenta sparatoria e, dal momento che Robin salva Star, Steph si ingelosisce e smette di incontrarlo. Successivamente, Steph capisce di voler ancora stare con lui, mentre Tim è assente da Gotham per una missione segreta in TIbet. Batman approccia Spoiler per cercare di scoprire dove si trova Robin, offrendosi di addestrarla e dicendole il vero nome di Robin, cosa che causerà un attrito tra i due. Spoiler inizia quindi ad allenarsi con Batman, Batgirl e, brevemente, le Birds of Prey.
Stephanie e Tim si riconciliano, ma Batman decreta che Steph non è adatta come vigilante, ordinandole di smetterla e chiedendo alle Birds of Prey di smetterla di insegnarle. Steph però continua di nascosto a fare pattuglie e a frequentare Tim nelle loro identità civili, finché Il governo degli Stati Uniti informa Steph e sua madre che Cluemaster è morto mentre lavorava per la Suicide Squad. Scioccata, Steph interrompe momentaneamente la sua storia con Tim e dà la caccia all'Enigmista, ex socio di suo padre, per ottenere informazioni maggiori sulla sua vita. Fa quindi pace con la sua memoria e si riunisce con Tim. 
In seguito, durante uno scontro tra Tim e Johnny Warlock, quest'ultimo ferisce Steph rompendole una gamba. Ciò scatena la rabbia di Tim, che picchia a morte il criminale e per questo cade in una profonda depressione che manifesta con furia contro Steph, accusandola dell'uccisione di Warlock.

### Robin
Stephanie riesce a far uscire Tim dalla depressione ma suo padre, Jack Drake, scopre la sua doppia vita da Robin e l'uccisione di Warlock, ordinandogli di smetterla con la vita di vigilante. Un giorno, dopo la scuola, Steph fa una sorpresa a Tim andando a trovarlo e lo sorprende mentre la sua compagna di classe sta tentando di sedurlo. Fraintende quello che vede e accusa Tim di starla tradendo, pertanto lo lascia. Furiosa, si crea un costume da Robin da sola, va nella Batcaverna e affronta Batman, chiedendogli di addestrarsi come nuova Robin. Lui la accetta con riluttanza, sottoponendola per diversi mesi a un allenamento intensivo e dandole un costume migliore, con il design simile a quello di Tim. Ciò nonostante, Batman continua a pensare che non sia abbastanza abile per sostituire Tim, ritenendola troppo irruenta, immatura e impulsiva. Quando lei gli disubbidisce nuovamente durante una missione, lui la licenzia.
Nel tentativo di dimostrare il suo valore a Batman, Steph ruba uno dei suoi piani a lungo termine per porre fine a tutte le famiglie criminali di Gotham, organizzando un incontro per riunirli tutti. Il piano va rapidamente fuori controllo perché prevede il coinvolgimento di un certo "Matches Malone" che, a insaputa della donna, è un alias usato da Batman per infiltrarsi tra i criminali. Questo porta allo scatenarsi di una guerra tra bande in tutta la città e Steph viene catturata da Maschera Nera, che la tortura pesantemente per ottenere informazioni relative a Batman. Gravemente ferita, Steph riesce a scappare e a raggiungere un ospedale, dove muore mentre è assistita da Batman. Quest'ultimo scopre successivamente che la dottoressa Leslie Thompkins ha negato un trattamento medico specifico che avrebbe potuto salvare la vita di Steph, per dimostrare ai giovani di Gotham e Batman i pericoli di assumere il ruolo di Robin.

### Il Ritorno
Nel corso di Gotham Underground, una saga che tratta di un'altra guerra tra bande sempre nella città di Gotham, una donna misteriosa con indosso un costume da Spoiler viene avvistata alle dipendenze del Pinguino. Più avanti Tim scoprirà che la ragazza in questione è proprio Steph: la sua morte fu solo falsificata dalla dottoressa Leslie Thompkins, che, per non comprometterne l'identità segreta, la portò con sé in Africa, dove, a séguito di un lungo periodo di allenamento, decise di tornare a Gotham lavorando part-time per il Pinguino con lo scopo di tenerlo sotto controllo. In séguito Steph viene riaccolta tra gli altri membri della Bat-Family, della quale ora è al corrente di tutte le identità.
Dopo smette di lavorare per Copplebot tornando a far coppia con Robin. Tuttavia, dopo aver collaborato in segreto con "il Generale", nemico di Robin, lo stesso Tim, pur comprendendo la sua buona fede, comincia ad avere dei dubbi sulla fiducia che ripone in questa maldestra ragazza.
Dopo la morte di Bruce, quando Dick Grayson diventa il nuovo Batman e sceglie Damian Wayne come nuovo Robin, lei conforterà Tim convinto che il suo mentore sia ancora vivo e, quando questi indosserà i panni di Red Robin per iniziare la sua ricerca, lei si dirà interessata a seguirlo, tuttavia il ragazzo la esorterà a lasciarlo partire da solo e restare a Gotham a fare il proprio dovere.

### Batgirl
Dopo la morte di Bruce Wayne, non sarà tuttavia solo Tim a soffrirne: Cass infatti, entrata in crisi, diverrà angosciata, triste e disillusa, tanto da desiderare di smettere di essere Batgirl e, dopo un'ultima ronda assieme all'amica Steph, vedendo in lei l'unica sua degna erede, le cede il costume, per poi sparire dalla circolazione.
Stephanie, riluttante, assume allora il ruolo di quarta Batgirl ufficiale dopo Barbara Gordon, la breve parentesi di Helena Bertinelli (alias Cacciatrice) e Cass, nonché la prima bionda dopo due more e una rossa. In realtà, è la quinta eroina col manto del pipistrello e la seconda bionda, se si conta la dimenticata Bette Kane alias Flamebird, nipote della prima Batwoman. Inizialmente Barbara non sarà molto d'accordo sulla decisione presa da Cass in quanto considera Stephanie troppo irruente, ma, dopo che la ragazza avrà dimostrato di essere migliorata, sia fisicamente che mentalmente, sarà proprio la prima Batgirl ufficiale a sancire il nuovo ruolo della ragazza, consegnandole un costume che aveva progettato per sé anni prima di venire paralizzata, in sostituzione di quello di Cassandra.

## Poteri e abilità
Non ha alcuna abilità metaumana, ma è stata addestrata da Batman, dalla terza Batgirl e dalle Birds of Prey: con loro ha imparato a essere un'ottima artista marziale, acrobata, detective ed escapologa. Stephanie è un'esperta di informatica, tattica e tecniche stealth, oltre a essere un'ottima marksman e un'eccellente ginnasta. Comunque, anche prima di essere addestrata, possedeva una buona conoscenza del corpo a corpo. Inoltre si serve di diversi gadget e accessori quali rampini, funi, fumogeni ed esplosivi. Inoltre, dopo il suo ritorno, dimostrerà l'abilità di rendersi completamente invisibile grazie a una tecnologia rubata nel periodo in cui lavorava per il Pinguino. Tecnologia che smetterà di usare una volta assunta l'identità di quarta Batgirl.
La sua personalissima Batsuit viola e nera realizzata in Kevlar è completamente antiproiettile, antiurto, resistente alle più alte temperatura, e isolata dagli attacchi elettrici. Il suo mantello le permette un'abilità di planata e un effetto simile a quello di un paracadute, mentre la tuta è accessoriata con batarangs di vario genere e altri congegni hi-tech, come un dispositivo che permette a Barbara di controllare costantemente i suoi segnali vitali.

## Controversie
Nella comunità fumettistica sono nate delle polemiche sulla morte del personaggio per la sua violenza considerata eccessiva e per il fatto che, pur avendo servito come Robin, non abbia ricevuto alcun memoriale nella Batcaverna, al contrario di Jason Todd.
Il fumettista Dylan Horrocks ha spiegato che la morte di Spoiler era stata ampiamente annunciata ai fumettisti coinvolti nella scrittura di War Games e che Steph era stata nominata Robin solo per ingannare i lettori, facendo credere loro che il grande evento della storia crossover sarebbe stata la nomina di Steph come Robin. Tale decisione è stata accolta in modo contrastante anche da alcuni autori.
Durante una sessione di domande e risposte ad una convention nel marzo 2007, il redattore esecutivo della DC Dan DiDio ha risposto alle domande sull'assenza di un tributo a Stephanie nella Batcaverna, dicendo che la posizione ufficiale della DC Comics è che "Lei non è mai stata veramente un Robin"; in effetti, è possibile che Batman abbia assunto Steph come Robin solo per spingere Tim a tornare a Gotham, nonostante, quando la ragazza chieda in punto di morte a Batman se lei era stata davvero una Robin, lui risponde affermativamente. In seguito alle critiche, nei fumetti successivi sono stati inclusi dei memoriali a lei dedicati nella Batcaverna.

## Altri media

### Videogame
- Nel videogioco Lego Batman è un personaggio giocabile: questo è il primo adattamento esterno ai fumetti del personaggio.

### Televisione
- Nella serie televisiva Batwoman della The CW Stephanie Brown appare nel 13 episodio della seconda stagione intitolato I'll give you a clue e aiuta il bat-team a catturare suo padre Cluemaster che è evaso di prigione e cerca di uccidere Sophie, Stephanie e sé stesso.
- Stephanie Brown appare anche nella serie televisiva Gotham Knights, interpretata da Anna Lore.